# Кинжалов Федір Миколайович
Федір Миколайович Кинжалов (16 лютого 1902, село Іловай-Дмитрієвське, тепер Первомайського району Тамбовської області, Російська Федерація — розстріляний 2 листопада 1937) — радянський партійний діяч, секретар Дніпродзержинського міського комітету КП(б)У Дніпропетровської області, начальник політичного відділу Сталінської залізниці. Член Центральної контрольної комісії КП(б)У в 1927—1930 роках.

## Біографія
Народився в селянській родині.
Член РКП(б) з 1919 року.
Працював завідувачем агітаційно-пропагандистського відділу Кайдацького районного комітету КП(б)У міста Катеринослава (Дніпропетровська).
Потім — відповідальний секретар Дніпропетровського окружного комітету комсомолу (ЛКСМУ).
Освіта вища.
Працював на відповідальній партійній роботі у Вознесенському районі Одеської області, був завідувачем промислово-транспортного відділу Дніпропетровського обласного комітету КП(б)У.
У 1934—1937 роках — начальник політичного відділу і заступник начальника Сталінської залізниці в місті Дніпропетровську.
У 1937 році — секретар Дніпродзержинського міського комітету КП(б)У Дніпропетровської області.
12 липня 1937 року заарештований органами НКВС. За вироком Військової колегії Верховного Суду СРСР 1 листопада 1937 року звинувачений у належності до контрреволюційної організації та засуджений до страти. Розстріляний 2 листопада 1937 року.
Посмертно реабілітований 25 січня 1956 року.

## Родина
Дружина — Генкіна Євгенія Михайлівна.

## Нагороди та відзнаки
- орден Леніна (4.04.1936)